# خرس‌ها (فیلم)
خرس‌ها یک فیلم مستند طبیعت آمریکایی محصول سال ۲۰۱۴ است که دربارهٔ خانواده‌ای از خرس‌های قهوه‌ای است که در رشته‌کوه‌های ساحلی آلاسکا زندگی می‌کنند. این فیلم که کارگردانی آن را اَلِستِر فوترگیل و کیت شولی بر عهده داشتند و صداپیشگی فیلم را جان سی. ریلی انجام داده است، در روز ۱۸ آوریل ۲۰۱۴ توسط شرکت دیزنی‌نیچر در سینما اکران شد که هفتمین مستند طبیعت منتشر شده تحت این برند بود. به‌طور کلی نقدهای مثبتی از سوی منتقدان دریافت کرد.

## پیرنگ
در منطقه حفاظت‌شده و پارک ملی کتمای در آلاسکا، یک خرس قهوه‌ای آلاسکایی مادر به نام اسکای، دو توله به نام‌های اسکات و امبر را در لانه‌اش در دامنه کوه به دنیا می‌آورد. وقتی ماه آوریل از راه می‌رسد، خرس‌ها آماده‌اند تا لانه را ترک کنند. با ترک کردن لانه توسط خرس‌ها، فصل تابستان که پیش رو است با تهدید ریزش بهمن همراه است. خرس‌ها می‌توانند از بلایا دوری کنند. توله‌ها وقتی به دره سرسبز پایین می‌رسند با خرس‌های دیگر روبرو می‌شوند که برخی از آنها تهدیدی برای توله‌ها محسوب می‌شوند؛ در میان این خرس‌ها، خرسی به نام مگنوس وجود دارد که یک خرس نر بزرگ و سالم است که بر دره حکمرانی می‌کند، و رقیبش چینوک که یک خرس نر مسن‌تر است، دیده می‌شوند. خانواده برای زنده ماندن در بهار در کنار یکدیگر به فعالیت می‌پردازند و اسکای توله‌ها را از یک گرگ تنهای آزارگر به نام تیکانی، در امان نگه می‌دارد. توله‌ها یادمی‌گیرند که چگونه در مواجهه با تیکانی از خود دفاع کنند. این خانواده همچنین از مبارزه‌های مکرری که به خاطر چیرگی بین مگنوس و چینوک روی می‌دهد، دوری می‌کند.
با گذشت بهار، توله‌ها یادمی‌گیرند که چگونه غذا به دست آورند. اسکای توله‌ها را به سمت گِل‌زارها هدایت می‌کند تا صدف‌هایی را که زیر گِل پنهان شده‌اند، بیرون بیاورند. خانواده تا زمانی که اوضاع تغییر کند، اوقات خوشی را سپری می‌کنند. در طی یک نابسامانی، اسکات روی یک تپه شنی گیر می‌افتد. اسکای که قادر نیست کار زیادی برای رهایی از این مشکل انجام دهد، فقط تلاش توله برای رها کردن خودش از این مشکل را نظاره می‌کند. او بالاخره بر سر عقل می‌آید و به سمت اسکای شنا می‌کند. خانواده به مناطق مرتفع‌تر برمی‌گردند که در آنجا چینوک برای مقابله با مگنوس دوباره حمله می‌کند. هنگامی که اسکای با چینوک وارد مبارزه می‌شود، امبر و اسکات در کنده‌ای در همان نزدیکی پنهان می‌شوند. بعد از اینکه چینوک رانده می‌شود، امبر دوباره بر روی کنده درخت ظاهر می‌شود اما خبری از اسکات نیست. اسکای تمام روز دنبالش می‌گردد، اما فایده‌ای ندارد. سرانجام درست زمانی که اسکای و امبر جستجو را رها می‌کنند، اسکات از درون کنده‌ای که تمام مدت در آن پنهان شده بود، بیرون می‌آید.
وقتی تابستان از راه می‌رسد، صید سالانه هنگام مهاجرت ماهی سالمون از راه می‌رسد. ده‌ها خرس در امتداد مهاجرت ماهی سالمون در ساحل و رودخانه‌ها، به ویژه در گریت فالز، جایی که تنها نرهای بالغ اجازه دارند در آنجا باشند، جمع می‌شوند تا قبل از پایان مهاجرت سالمون‌ها، بهترین استفاده را از آن ببرند. این امر همچنین منجر به افزایش مبارزه‌های سلطه‌جویانه بین مگنوس و چینوک می‌شود. در همین حال اسکای به دنبال مکان متفاوتی برای یافتن غذا است، گُلدن پوند مکانی است که خرس‌ها می‌توانند در آرامش به بهترین وجه به شکار ماهی سالمون هنگام مهاجرت آنها بپردازند. پس از ضیافت خوردن صدف‌ها و مارماهی‌های دریایی که در یک مخفیگاه جمع شده بودند، و توله‌ها هنگام بالا رفتن از رودخانه برای اولین بار طعم ماهی سالمون را چشیدند یک کلاغ، اسکای و دو توله‌اش را درست به موقع به سمت گلدن پوند هدایت می‌کند تا خانواده خرس قهوه‌ای از گرسنگی در فصل زمستان در امان بمانند. او و توله‌هایش کاتمای را ترک می‌کنند و به سمت شمال، منطقه حفاظت‌شده و پارک ملی دریاچه کلارک می‌روند که در آنجا گلدن پوند سرشار از ماهی سالمون در انتظارشان است. بعد از اینکه خانواده طی ضیافت کاملی که از خودشان می‌کنند به نحو کافی سیر می‌شوند با نزدیک شدن زمستان به کاتمای برمی‌گردند. وقتی اولین برف از راه می‌رسد، همه خرس‌ها به بالای کوه‌ها و لانه‌هایشان برمی‌گردند تا زمستان سخت و سرد را در آنجا بخوابند. توله‌ها طی اولین سال زندگی خود چیزهای زیادی یادگرفته‌اند که در بقیه زندگی‌شان کمک زیادی به آنها خواهد کرد.

## تولید
عمده‌ترین بخش فیلمبرداری از خانواده خرس قهوه‌ای در منطقه حفاظت‌شده و پارک ملی کتمای در آلاسکا انجام گرفت. فوترگیل و شولی پیش از این، فیلم مستند گربه‌های آفریقایی را با هم کارگردانی کرده بودند.

### موسیقی
اولیویا هولت آهنگ «ادامه بده» (Carry On) را برای این فیلم خواند. آهنگ «خانه» اثر فیلیپ فیلیپس در تریلر و خود فیلم حضور داشت.

## انتشار
فیلم خرس‌ها در روز ۱۸ آوریل ۲۰۱۴، چهار روز قبل از روز زمین در ایالات متحده اکران شد.

## استقبال
پایگاه اینترنتی راتن تومیتوز بر اساس نظرات ۶۰ تن از منتقدان با میانگین امتیاز ۷٫۱ از ۱۰، برای این فیلم امتیاز ۹۰ درصد را قائل شد، وفق اینکه منتقدان بر مطلب ذیل اتفاق نظر داشتند مبنی بر اینکه «مستند خرس‌ها دلچسب، فیلم‌برداری به زیبایی، و تحسین‌برانگیز کوتاه در جلوه‌دهی فراتر از واقعیت روند موفقیت‌های دیزنی‌نیچر را تداوم می‌بخشد.» در وبگاه متاکریتیک که بر اساس نظرات منتقدان امتیازدهی آن بر پایه ۱۰۰ است، فیلم بر اساس ۲۰ نقد و بررسی، فیلم نمره ۶۸ را کسب کرده است که بیانگر نظرات «به‌طور کلی مساعد» است.
تمجید
| سال  | جایزه                                     | بخش                                    | وصول‌کننده                                                   | نتیجه    | منبع.  |
| ---- | ----------------------------------------- | -------------------------------------- | ----------------------------------------------------------- | -------- | ------ |
| ۲۰۱۴ | جایزه تریلر طلایی                         | بهترین مستند تی‌وی اسپات                | استودیو سینمایی والت دیزنی، دیزنی نیچر، توی باکس انترتینمنت | نامزدشده | [ ۱۱ ] |
| ۲۰۱۴ | جایزه انجمن بین‌المللی منتقدان موسیقی فیلم | بهترین موسیقی متن اصلی برای فیلم مستند | جرج فنتون                                                   | نامزدشده | [ ۱۲ ] |